# La Vie pour de vrai
Pour plus de détails, voir Fiche technique et Distribution.
La Vie pour de vrai est une comédie franco-belge réalisée par Dany Boon et sortie en 2023.
Malgré ses critiques plutôt positives, le film est un échec commercial.

## Synopsis
Tridan Lagache a passé sa vie à travailler au Club Med, à changer d’amis tous les 8 jours. À 50 ans, il démissionne du club de vacances mexicain où il est né. 42 ans plus tard, il est bien décidé à retrouver son grand amour d’enfance, Violette. Il débarque à Paris, naïf et perdu mais heureux d’être hébergé chez Louis, un demi-frère dont il ignorait l’existence. Pour se débarrasser d’un Tridan encombrant, Louis supplie une de ses conquêtes, Roxane, de se faire passer pour Violette, que Tridan croit reconnaître au premier regard.

## Fiche technique
Sauf indication contraire, les informations mentionnées dans cette section peuvent être confirmées par les bases de données cinématographiques IMDb et Allociné,  présentes dans la section « Liens externes ».
- Titre original : La Vie pour de vrai
- Réalisation et scénario : Dany Boon
- Musique : Alexandre Lecluyse
- Décors : Pierre Renson
- Costumes : Laetitia Bouix
- Photographie : Glynn Speeckaert
- Montage : Élodie Codaccioni
- Son : Hassan Kamrani, Hortense Bailly et Thomas Gauder
- Production : Jérôme Seydoux
  - Coproducteur : Dany Boon et Ardavan Safaee
- Sociétés de production : Pathé, Artémis Productions, Tax Shelter Éthique et 26 Db Productions
- Sociétés de distribution : Pathé
- Pays de production :  France et  Belgique| Médias externes |                                                                  |
| Images          |                                                                  |
|                 | Affiche du film sur le site Allociné                             |
| Vidéos          |                                                                  |
|                 | Bande-annonce officielle sur le compte YouTube des cinémas Pathé |
- Budget : entre 23 à 31,3 millions €[1],[2]
- Langue originale : français
- Format : couleur — 2,35:1
- Genre : comédie
- Durée : 110 minutes
- Dates de sortie :
  - France : 19 avril 2023

## Distribution
Sauf indication contraire ou complémentaire, les informations mentionnées dans cette section proviennent du générique de fin de l'œuvre audiovisuelle présentée ici.
- Dany Boon : Tridan Lagache
- Charlotte Gainsbourg : Roxane
- Kad Merad : Louis
- Maxime Gasteuil : Didier Lagache
- Caroline Anglade : Françoise Lagache
- Aurore Clément : Françoise Lagache à 70 ans
- Gaël Raës : Tridan à 8 ans
- Tatiana Gousseff : Christelle, la gérante du Pure Café
- Mathieu Madénian : le chauffeur de taxi clandestin
- Antonia de Rendinger : la vendeuse de chaussures
- Valérie Crouzet : Violette Charmet
- Tania Garbarski : l'autre Violette Charmet
- Carole Brana : la mère de Violette
- Sarah Boon : Héléna, la jeune fille de l'avion
- Antoine Schoumsky : un policier
- Frédéric Clou : client VTC
- Marin Judas : Yohan, le fils de Louis
- Julie Farenc : Valérie, la mère de Yohan
- Stéphane Pézerat : l'avocat de Louis

## Production

### Genèse
L'idée du film trouve ses racines dans une expérience personnelle du réalisateur. Celui-ci était parti en club de vacance en 2017 avec ses enfants. Là-bas, il fait la rencontre d'un animateur, « moins candide » que son personnage dans le film, qui lui explique que ses parents se sont rencontrés sur place, qu'il y est né et qu'à 18 ans il fut à son tour devenu animateur en club : « je me suis dit que ça ferait un bon point de départ [pour un scénario] ».

### Attribution des rôles
Si la décision d'assumer l'un des rôles principaux de son film comme Dany Boon a régulièrement l'habitude de le faire, le choix de Charlotte Gainsbourg fut plus inopiné. C'est cette dernière, après avoir vu le film 8 Rue de l'Humanité sur la plateforme Netflix, séduite par le long-métrage, qui a pris contact avec le réalisateur afin de lui signifier qu'elle serait partante pour l'une de ses prochaines créations.

« Le fait d’appeler un réalisateur n’est pas fréquent de ma part. Je l’ai fait avec Roman Polanski, ça n’a pas marché. Je l’ai fait avec mon idole, Maurice Pialat, ça n’a pas marché non plus. C’est tout. »

— Charlotte Gainsbourg
Du côté du choix de Kad Merad, ce dernier estime que son intégration au projet vient de sa rencontre en décembre 2021 avec Dany Boon. Non pas qu'ils étaient en froid, mais ils se sont retrouvés à Lille à l'occasion d'un spectacle caritatif : « J’étais heureux de le retrouver. Dany pensait peut-être à moi pour son film, il a dû être convaincu à ce moment-là puisqu’il m’en a parlé. ».

### Tournage
Le tournage débute en mai 2022 et se déroule en Italie, en Belgique et France.

## Accueil

### Accueil critique
En France, le site Allociné donne la note de 2,8⁄5, après avoir recensé 26 critiques de presse.
Selon Caroline Vié (20 Minutes), « la camaraderie évidente qui unit l’acteur-réalisateur à ses partenaires est un atout majeur pour cette fantaisie destinée à un très large public car dépourvue de toute méchanceté. ».
Pour Barbara Théate et Stéphanie Belpêche (Le Journal du dimanche), Dany Boon imagine pour sa huitième réalisation « un choc des cultures hilarant avec un anti-héros candide mais jamais stupide. Il aborde avec tendresse la relation à l’autre dans une société régie par les écrans plus que par les élans du cœur. Face à la machine à rire parfaitement huilée menée par le duo Boon-Merad, Charlotte Gainsbourg, drôle et sexy, confirme qu’elle sait aussi être drôle. Un cinéma humain qui fait du bien ».
Pour Sophie Grassin (L'Obs), Dany Boon donne dans son huitième long-métrage un « coup de griffe aux réseaux sociaux », élabore des « épisodes cocasses ». Son film possède également un « parfum lointain de Prête-moi ta main » (d’Éric Lartigau) » ainsi qu'une « image soignée » ; « Boon réussit son incursion dans la « rom com », genre inédit pour lui, où Gainsbourg apporte audace, douceur et facéties ».
Pour Christophe Caron (La Voix du Nord), le duo formé par Boon et Merad fonctionne toujours aussi bien, mais le trio formé avec Charlotte Gainsbourg permet d'éviter « le procès en redite ». Le résultat est une « comédie feel good qui fait l’éloge de la gentillesse » avec des gags « évoqu[ant] irrésistiblement le duo Bourvil-de Funès ».
Pour Yannick Vely (Paris Match), « La Vie Pour De Vrai ne cherche pas à être originale, mais c'est presque tant mieux. Il nous fait croire en l'impossible et au grand amour, celui qui nait sur une plage entre coquillages et crustacés. ». Le critique est moins sûr de la pertinence des péripéties extérieurs au trio, et salue le lien entre les deux compères.
Plus négatif, Thierry Chèze pour Première : « On sait Dany Boon à l’aise dans ces personnages de naïf au grand cœur. Quinze ans après les Ch’tis, sa complicité avec Kad Merad reste intacte. Mais c’est précisément parce que tout est à ce point cousu de fil blanc que La Vie pour de vrai n’imprime pas, au fil de ses trop longues 110 minutes. ».
Dans la même veine, Lino Cassinat (Écran Large) résume son article ainsi : « Incapable de montrer une quelconque vérité des sentiments ou des rapports humains, et surtout incapable de provoquer le moindre tressaillement des lèvres, La Vie pour de vrai est une longue épreuve sentencieuse et embarrassante qui donne envie de se donner la mort... pour de vrai. ».

### Box-office
Pour son premier jour d'exploitation en France, La Vie pour de vrai a réalisé 80 254 entrées, dont 39 129 en avant-premières, pour un total de 2 296 séances proposées. En comptant pour ce premier jour les avant-premières, le film se positionne en première place du box-office des nouveautés pour sa journée de démarrage, devant Evil Dead Rise (39 591).
Au bout d’une première semaine d’exploitation dans les salles françaises, le long-métrage totalise 423 667 entrées, pour une troisième place place au box-office, derrière Les Trois Mousquetaires : D'Artagnan (583 506) et devant Donjons et Dragons : L'Honneur des voleurs (314 725).
La semaine suivante, le long-métrage se positionne en quatrième place du box-office hebdomadaire français avec 196 249 entrées supplémentaires, derrière Donjons et Dragons : L'Honneur des voleurs (251 319) et devant la nouveauté française Notre tout petit petit mariage (178 545 entrées).
| Pays ou région | Box-office      | Date d'arrêt du box-office | Nombre de semaines |
| -------------- | --------------- | -------------------------- | ------------------ |
| France         | 802 694 entrées | 13 juin 2023               | 8                  |
| Total mondial  | 6 080 626 $     | -                          | -                  |